# سنترال د میناس
سنترال د میناس (به پرتغالی: Central de Minas) یک منطقهٔ مسکونی در برزیل است که در میناز ژرایس واقع شده‌است. سنترال د میناس ۷٬۰۴۶ نفر جمعیت دارد.